# Sorex buchariensis
Sorex buchariensis es una especie de musaraña de la familia soricidae.

## Distribución geográfica
Es endémica de Tayikistán.